# أندرياس ليندن
أندرياس ليندن (بالألمانية: Andreas Linden)‏ هو منافس ألعاب قوى ألماني، ولد في 20 فبراير 1965.

## وصلات خارجية
- أندرياس ليندن على موقع الاتحاد الدولي لألعاب القوى (الإنجليزية)